# La Danseuse nue (film, 1952)
Pour les articles homonymes, voir La Danseuse nue.
Pour plus de détails, voir Fiche technique et Distribution.
La Danseuse nue est un film français réalisé par Pierre-Louis, sorti en 1952.

## Fiche technique
- Titre : La Danseuse nue
- Réalisation : Pierre-Louis
- Scénario : Pierre-Louis, d'après le roman éponyme de Colette Andris
- Dialogues : André-Paul Antoine
- Décors : Claude Bouxin
- Photographie : Charlie Bauer
- Montage : Jeannette Berton
- Musique : Pierre Spiers et Jerry Mengo
- Son : René Longuet
- Production : Robert de Nesle
- Directeur de production : Robert Florat
- Société de production : C.F.P.C. (Compagnie Française de Production Cinématographique)
- Pays d'origine :  France
- Langue : français
- Format :  Noir et blanc - 35 mm - Son mono
- Genre : Comédie
- Durée : 105 minutes
- Date de sortie : 
  - France : 8 octobre 1952

## Distribution
- Catherine Erard : Colette
- Pierre Larquey : l'imprésario
- Jean Debucourt : Gilbert
- Raymond Bussières : le professeur de danse
- Alexandre Dréan : Gallus
- Édith Georges : Peggy
- Philippe Olive : Pépère
- Robert Pizani : Grégor
- Élisa Lamothe : Thérèse
- Pierre-Louis : René Laporte
- Gaby Basset
- Jean Nohain
- Solange Certain
- Clara Tambour